# HD124051
HD124051 — хімічно пекулярна зоря спектрального класу
A0 й має видиму зоряну величину в смузі V приблизно  7,2.

## Пекулярний хімічний склад
Зоряна атмосфера HD124051 має підвищений вміст 
Si
.